# Möllen (Friedland)
Möllen (niedersorbisch Mólin) ist ein Wohnplatz im Ortsteil Niewisch der Stadt Friedland im Landkreis Oder-Spree (Brandenburg). Bis zur Eingemeindung 1938 nach Niewisch war Möllen eine eigenständige Gemeinde. In der frühen Neuzeit wurde der Ort gelegentlich auch zu den sog. „Wasserdörfern“ gerechnet, nach seiner Lage am Schwielochsee.

## Geographie

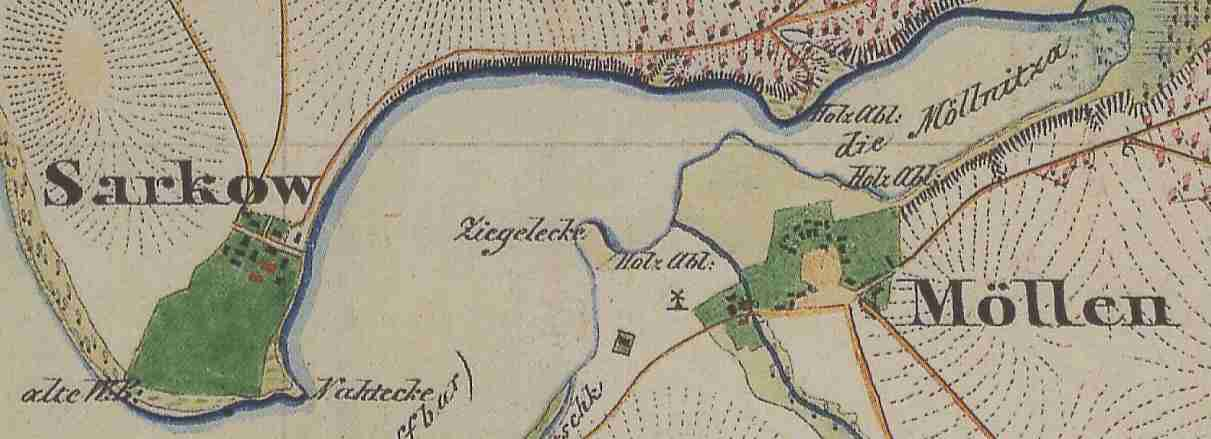
Möllen (und Sarkow) auf dem Urmesstischblatt 3951 Trebatsch von 1846

Möllen liegt 3 km südwestlich von Friedland, und knapp einen Kilometer vom (Ortskern) Niewisch entfernt. Die Bebauung zwischen Niewisch und Möllen geht heute fast nahtlos ineinander über. Die Gemarkung von Möllen wurde mit der Gemarkung Niewisch vereinigt. Die ehemalige Gemarkung entspricht den Fluren 1 und 2 der Gemarkung Niewisch. Die ehemalige Gemarkung grenzte im Norden an den zu Speichrow gehörenden Schwielochsee, im Nordosten an die Gemarkung der (Kern-)Stadt Friedland, im Osten an Karras (Ortsteil der Stadt Friedland) und im Süden an die Gemarkung von Niewisch. Möllen ist über die L 441 zu erreichen, die bei der Wuggelmühle von der B 186 abzweigt und am Schwielochsee entlang nach Süden führt. Das einzige nennenswerte Gewässer ist die Sangase, die von Osten kommend früher die südliche Grenze der Gemarkung Möllen bildete. Sie mündet etwas westlich vom Ort in den Schwielochsee.
Zur ehemaligen Gemarkung Möllen gehörte auch das vor 1846 entstandene Vorwerk Elisenruh, das aber nach dem Zweiten Weltkrieg verschwand. Die Wuggelmühle an der Wuggel lag schon außerhalb der Gemarkung, ebenso die Voigtsmühle.

## Geschichte
Die Geschichte des Dorfes Möllen ist im Vergleich zu den meisten umliegenden Dörfern äußerst schlecht dokumentiert. Es wird auch urkundlich erst sehr spät, nämlich erst 1574 erstmals erwähnt. Es war damals im Besitz des Joachim II. v. d. Schulenburg auf Lieberose. Der Name Möllen leitet sich wahrscheinlich nicht vom naheliegenden nds. * Mölle = Mühle ab, sondern kommt, wie bei anderen brandenburgischen Orten ähnlich lautenden Namens (Mellen/Möllen), von sorb. *měl = seichte Stelle. Möllen ist der Dorfstruktur nach ein kleines Runddorf oder ein Rundling. Rundlinge waren Plansiedlungen, die bevorzugt im 12./13. Jahrhundert in slawisch besiedelten Gebieten unter deutscher Oberherrschaft entstanden.
Als Jacob (I.) und Richard (II.) v. d. Schulenburg 1519 die Herrschaft Lieberose von den v. Köckritz kaufte, gehörte Möllen (noch) nicht dazu (oder es wurde in der Urkunde ausgelassen). Die Herrschaft Lieberose war ein Lehen der böhmischen Adelsfamilie v. Sternberg. Bei späteren Belehnungen der v. d. Schulenburg mit der Herrschaft Lieberose wird Möllen dagegen aufgeführt. Es war also Bestandteil des Sternbergschen Lehens (geworden?). 1597 erwarb Richard III. v. d. Schulenburg die sog. Zickoschen Güter Niewisch, Pieskow und Speichrow, die sich südlich entlang des Schwielochsees an Möllen anschlossen. Diese drei Dörfer waren ein Lehen des Klosters Neuzelle und deshalb bis zur Kreisreform 1816/7 eine Exklave des Gubenschen Kreises im Kreis Lübben; erst 1817 kamen diese drei Dörfer zum Kreis Lübben. Möllen kann also nicht auf diesem Weg zur Herrschaft Lieberose gekommen sein. Deshalb gewinnt die obige Vermutung, dass es einfach in der Urkunde von 1519 ausgelassen wurde an Wahrscheinlichkeit. Eine letzte Möglichkeit besteht noch darin, dass es zwischen 1519 und 1574 durch Tausch mit dem Ort Glowe, der später nicht mehr als Bestandteil der Herrschaft Lieberose genannt, an die v. d. Schulenburg kam. Möllen blieb nun bei der Herrschaft Lieberose und unter den v. d. Schulenburgs bis zur Mitte des 19. Jahrhunderts. Nach dem Verlust der Gerichtsbarkeit und Ablösung der Feudallasten war die Zugehörigkeit zur Standesherrschaft bedeutungslos geworden.
Bereits 1505 hatte Werner (X.) v. d. Schulenburg, der Vater von Richard und Jacob die Herrschaften Lübbenau und Neu Zauche gekauft. 1519 kam dann die Herrschaft Lieberose hinzu. Bei der Teilung des Schulenburgschen Besitzes zwischen den beiden Brüdern fiel die Herrschaft Lieberose an Richard (II.). Nach dessen Tod 1536 kam die Herrschaft Lieberose und damit auch Möllen an seinen Sohn Joachim II., der 1560 auch seinen Vetter Georg (V.), den Sohn des Jacob (I.) beerbte. Damit vereinigte er den Schulenburgschen Besitz wieder. 1578 konnte er das Vorkaufsrecht auf die Herrschaft Straupitz nutzen und die Herrschaft erwerben. Er starb 1594 und hinterließ seinen großen Besitz dem einzigen Sohn Richard (III.). Dieser starb jedoch ganz überraschend schon 1600. Ihm folgte sein Sohn Joachim (VII.) nach. Er musste einige seiner Besitzungen verkaufen, um Schulden zu bedienen. Als er 1619 starb, waren die Schulden aber immer noch so hoch, dass die Herrschaften Lübbenau und Neu-Zauche den Gläubigern überlassen werden mussten. Zunächst fiel die Herrschaft Lieberose an die Witwe des Joachim, Maria Hedwig Burggräfin von Dohna. 1643 trat sie die Herrschaft an ihren Sohn Heinrich Joachim ab. Er konnte 1648 noch die Lamsfeldschen Güter erwerben und bestimmte in seinem Testament die Herrschaft Lieberose, die Lamsfeldschen Güter und die Zickoschen Güter zu einem Majorat. Nach seinem Tod 1665 ohne Leibeserben fiel der Besitz an Achaz (II.) von der Schulenburg auf Beetzendorf in der Altmark, der damals Landeshauptmann der Altmark und kurfürstlich-brandenburgischer Geheimrat war. Besitznachfolger 1681 wurde zunächst Levin Joachim, er starb aber 1694 kinderlos. Nun fiel der Besitz an den jüngsten Sohn Hans Georg. Dieser war dänischer Generalmajor und hatte sich im Krieg gegen Schweden Auszeichnungen erworben. Hans Georg von der Schulenburg starb 1715, Erbe war sein einziger Sohn Georg Anton.
1778 starb Georg Anton v. d. Schulenburg. Danach kam es zu einem Erbschaftsstreit, da Georg Anton nämlich die Allodialgüter den Kindern seiner Schwester Sofie Henriette Gräfin von Podewils vermacht hatte. Der Streit ging darum, was Allod und was zum Majorat zu rechnen war. Der Rechtsstreit endete 1781 mit einem Vergleich. Die Familie der Grafen von Podewils erhielt die Herrschaft Leuthen, während die Herrschaft Lieberose, die Lamsfeldschen Güter, die Zickoschen Güter, Siegadel und Trebitz der Familie von der Schulenburg verblieb. Nun ging aber der Rechtsstreit unter den erbberechtigten Vettern der von der Schulenburg weiter, der erst 1787 endgültig zugunsten des ältesten der Vettern, dem dänischen Generalleutnant Johann Heinrich aus der Tucheimer Linie entschieden wurde. Johann Heinrich von der Schulenburg nahm die Herrschaft Lieberose 1787 in Besitz. Seine Ehe mit Friederike Luise Gräfin Knut blieb jedoch kinderlos und nach seinem Tod 1791 erbte der Sohn seines jüngsten Bruders Achaz Albrecht Ludwig, Dietrich Ernst Otto Albrecht, die Herrschaft Lieberose bzw. das Majorat. Dietrich Ernst Otto Albrecht von der Schulenburg (1756–1831) verkaufte die Herrschaft Lieberose bzw. die damit verbundenen Güter 1806 an seinen jüngeren Bruder Friedrich Ferdinand Bernhard Achaz. Dieser wurde 1816 in den erblichen preußischen Grafenstand erhoben. 1824 wurde die standesherrliche Gerichtsbarkeit zunächst aufgehoben und die Gerichtsbarkeit in der Herrschaft dem Gerichtsamt Lieberose überwiesen. 1834 beantragte der Graf die Rückübertragung der Zivilgerichtsbarkeit und erhielt diese auch 1836 zurück. 1849 ging die Zivilgerichtsbarkeit dann doch endgültig an das Kreisgericht Lieberose über. Die Patrimonialgerichtsbarkeit im Gutsbezirk, der aus dem Schloss und seinen Vorwerken geschaffen wurde, blieb aber erhalten. Mit der Ablösung der Feudallasten Mitte des 19. Jahrhunderts ging damit im Grunde die Zeit der Feudalherrschaft Lieberose zu Ende, obwohl Möllen formal noch Bestandteil der Standesherrschaft Lieberose blieb. 1847 war Friedrich Ferdinand von der Schulenburg gestorben. Sein Sohn Friedrich Albrecht erbte nun den Besitz. 1869 starb Friedrich Albrecht von der Schulenburg. Ihm folgte sein Sohn Dietrich Friedrich Joachim Graf von der Schulenburg (1849–1911). 1910 gehörte zur Herrschaft Lieberose bzw. Gutsbezirk noch 11.610 ha Land, darunter allein 9.221 ha Wald. 1911 starb Dietrich von der Schulenburg. Erbe wurde sein jüngerer Bruder Otto (1857–1945). 1929 wurde der Gutsbezirk mit der Stadt Lieberose vereinigt. Damit ging der letzte Rest der Standesherrschaft Lieberose an kommunale Instanzen über. Infolge des Gesetzes über die Aufhebung der Standesvorrechte des Adels und die Auflösung der Hausvermögen wurde der Fideikommiss Freie Standesherrschaft Lieberose 1929 aufgelöst und in eine Waldstiftung umgewandelt. Diese Form war vom Gesetz zugelassen, um größeren Waldbesitz in einer Hand zu halten. 1943 wurde die Familie von der Schulenburg enteignet, um auf den zugehörigen Forstflächen einen Truppenübungsplatz anzulegen. Letzte Besitzer der Waldstiftung Lieberose waren der 1945 gestorbene Graf Otto und sein Sohn Graf Albrecht Friedrich von der Schulenburg.

## Das Dorf Möllen
1708 wohnten im Dorf Möllen vier Bauern und zwei Büdner. Möllen hatte 530 Taler Schatzung, ein sehr niedriger Wert im Vergleich mit den benachbarten Dörfer Niewisch, Pieskow und Speichrow. 1774 inspizierte der Sternbergsche Beamte Christian Reinisch die Sternbergschen Lehen in der Niederlausitz. Bei Möllen notierte er: „Hier wird etwas Wein gebaut, auch gibt es etwas Gebüsch sowie eine Wassermöhle. Die Landesschatzung ist 530 Gulden“. Nach der Schmettauschen Karte von 1767/87 gab es bereits die Voigtmühle und die Wuggelmühle. Ob es im Dorf noch eine Wassermühle gab, ist auf der Karte nicht ersichtlich. 1795 wohnte neben den sechs anderen Untertanen auch ein Freihäusler in Möllen. 1809 lebten vier Ganzbauern, ein Ganzkossäte und zwei Häusler oder Büdner in Möllen. 1818 gab es 9 „Feuerstellen“ (= Häuser) und 63 „Seelen“ in Möllen. 1827 wurden die Dienste, Prästationen und Servitute der Ortschaften Sykadel (Siegadel), Niewisch, Möllen, Schadow und Jamlitz abgelöst. Bis 1840 war der Ort auf 12 Häuser angewachsen, in denen 83 Menschen lebten. 1846 ist bereits eine Windmühle im Urmesstischblatt 3951 von 1846 verzeichnet. Die Möllener Wassermühle befand sich nahe dem Dorf an der Samgase (oder auch Möllener Mühlenfließ genannt). 1848 beabsichtigte der Bauerngutsbesitzer Gottfried Haase aus Möllen auf einem ihm gehörenden Acker eine Bockwindmühle mit zwei Mahlgängen, einem Hirsegang, zwei doppelten und einer einfachen Stampfe zu erbauen. Ob das Projekt realisiert wurde, oder ob es sich lediglich um einen Neubau der bereits existierenden Windmühle von 1846 handelte, ist nicht bekannt. In der Topographischen Karte 1:25.000 3951 Niewisch (aufgenommen 1903) ist lediglich eine Windmühle (und eine Wassermühle) verzeichnet. In der Ausgabe der Topographischen Karte 1:25.000 3951 Niewisch von 1942 ist die Windmühle dagegen schon nicht mehr verzeichnet. 1861 wird Möllen von Riehl als Dorf mit 12 Häusern und 109 Einwohnern beschrieben. Die Wassermühle gehörte einem Besitzer namens Hilgenfeld. Das Topographisch-statistische Handbuch des Regierungs-Bezirks Frankfurt a. d. O. gibt für 1864 nur noch 11 Häuser an, in denen 73 Menschen wohnten. Es gab eine Wassermühle und eine Windmühle. Die obige Angabe von Riehl ist daher wohl ungenau. 1870 wird der Dorfschulze Sbey erwähnt.
| Jahr      | 1818 | 1846 | 1871 | 1890 | 1910 | 1925 | 1933 |
| Einwohner | 63   | 80   | 79   | 94   | 89   | 79   | 79   |

## Politische Geschichte
Das niederlausitzische Dorf gehörte in sächsischer Zeit zum Krumspreeischen Kreis, der später auch Lübbenscher/Lübbener Kreis genannt wurde. Nach dem Übergang der Niederlausitz an Preußen verblieb das Dorf beim Kreis Lübben. Zum 1. Januar 1938 wurde Möllen in das Nachbardorf Niewisch eingemeindet. Bei der ersten Kreisreform in der DDR 1950 blieb Niewisch mit dem Ortsteil Möllen zunächst beim Kreis Lübben, wurde dann aber bei der großen Kreisreform von 1952 in den neugeschaffenen Kreis Beeskow umgegliedert. Nach der Wende wurde dieser noch für drei Jahre in Landkreis Beeskow umbenannt. 1992 schloss sich Niewisch mit 14 anderen kleinen Gemeinden und der Stadt Friedland zum Amt Friedland/Niederlausitz zusammen. In der Kreisreform von 1993 im Land Brandenburg wurden die Kreise Beeskow, Fürstenwalde, die kreisfreie Stadt Eisenhüttenstadt und der Landkreis Eisenhüttenstadt zum Landkreis Oder-Spree zusammengeschlossen. 2001 bildeten 14 Gemeinden des Amtes zusammen mit der Stadt Friedland zur neuen Stadt Friedland zusammen. Zum 26. Oktober 2003 wurde Reudnitz durch Gesetz als letzte Gemeinde des Amtes Friedland/Niederlausitz in die Stadt Friedland eingemeindet und das Amt aufgelöst. Seit 2001 ist Niewisch ein Ortsteil der Stadt Friedland innerhalb des Landkreises Oder-Spree. Möllen ist in der Kommunalhierarchie lediglich noch ein Wohnplatz im Ortsteil Niewisch. Im Ortsteil Niewisch existiert ein Ortsbeirat mit drei Mitgliedern, die aus ihren Reihen einen Ortsvorsteher wählen. 2014 war Klaus Roy Ortsvorsteher.

## Kirchliche Geschichte
Möllen hatte nie eine eigene Kirche oder Pfarre, sondern gehörte stets zum Pfarrsprengel Niewisch. Heute gehörte Möllen mit Niewisch zur Evangelischen Kirchengemeinde Friedland – Niewisch.

## Naturschutz
Der nordöstliche Ausläufer des Schwielochsee und der Mündungsbereich des Dammmühlenfließen sind geschützt durch das Naturschutzgebiet Dammühlenfließniederung.

## Belege